# Accident minier de Diaoshuidong
 (décembre 2020).
La mine de Diaoshuidong est une mine de charbon située dans le district de Yongchuan à Chongqing, en Chine. Cette mine était à l'origine exploitée par la société Yongchuan Coal Mining et a été fermée en 2010.

## Accident minier de Diaoshuidong
L'accident minier de Diaoshuidong a lieu le 4 décembre 2020 dans une mine de charbon du district de Yongchuan à Chongqing (Chine). Sur les vingt-quatre hommes piégés par une fuite de monoxyde de carbone, vingt-trois meurent et un est secouru.
La mine de Diaoshuidong était fermée depuis deux mois au moment de la catastrophe qui survient au cours d'une opération de démontage d'équipements souterrains. Le matin du 5 décembre, les secours parviennent à secourir un homme et confirment 18 morts, le sort des cinq derniers ouvriers étaient inconnu. Leurs corps sont découverts ensuite.
La même mine avait déjà été frappée d'un accident en 2013 qui avait fait trois morts. En effet, d'après les médias locaux, la mine de Diaoshuidong avait été ouverte en 1977 et fermée en 2010. En 2013, une explosion à l'intérieur du charbonnage avait tué trois personnes